# 하트퍼드셔주

하트퍼드셔주의 위치

하트퍼드셔주(Hertfordshire)는 영국 잉글랜드의 주로 주도는 하트퍼드, 최대 도시는 왓퍼드며 면적은 1,643km2, 인구는 1,119,800명(2014년 기준), 인구 밀도는 682명/km2이다. 북쪽으로는 베드퍼드셔주, 북동쪽으로는 케임브리지셔, 동쪽으로는 에식스주, 서쪽으로는 버킹엄셔주, 남쪽으로는 그레이터런던과 접한다.